# Hildegard Gerster-Schwenkel
Hildegard Gerster geb. Schwenkel (* 11. März 1923 in Stuttgart; † 27. November 2016 in Gerlingen) war eine deutsche Lehrerin und schwäbische Dichterin.

## Leben
Hildegard Gerster war die Tochter von Hans Schwenkel und Martha Schwenkel. Sie wurde von ihren Eltern, besonders vom Vater, gefördert und hatte wie er einen Blick für die Natur und das Musische. Dreißig Jahre war sie Lehrerin. Bekannt war Gerster-Schwenkel neben primärpädagogischen Beiträgen vor allem durch ihre Gedichte in schwäbischer Mundart wie in der Schriftsprache.
Ihre auf den ersten Blick einfachen und lustigen Gedichte haben einen philosophischen und hintergründigen Charakter, der weit über das „Ländle“ geschätzt wird. Sie hat an verschiedenen Gegenden und Orten in Württemberg gelebt, so am Killesberg, in der Gegend des Oberen Donautals, wo sie einige Jahre in Gutenstein ansässig war, in Ostrach und in Gerlingen, wo sie 2016 verstarb. Über jeden dieser Landstriche hat sie ein Gedicht verfasst.

## Werke
- Jim Knopf und Lukas der Lokomotivführer (Kinderumzug in Wilhelmsdorf/150-jähriges Bestehen der Brudergemeinde), in: "Sommergarten" Oktober 1974, Nummer 2, 54. Jahrgang (K. Thienemanns Verlag Stuttgart), o. S.
- Unser Gutslesteller. Stuttgart: J. F. Steinkopf Verlag, 1977; 2. Auflage 1980, 3. Auflage 1982, 4. Auflage 1986, ISBN 3-7984-0341-4.
- Unser Gutslesteller (mit Zeichnungen von Uli Gleis). Tübingen: Silberburg-Verlag, 2000 (Neuausgabe), ISBN 3-87407-353-X.
- Was schenk’ i bloß?: Verse mit Geschenkideen. Tübingen: Silberburg-Verlag, 1999; 2. Auflage 2001, ISBN 3-87407-328-9.
- Glückwunsch: Verse für Gratulanten (mit Illustrationen von Uli Gleis). Tübingen: Silberburg-Verlag, 2001, ISBN 3-87407-394-7.
- "Zeitzeugen – Eine Dokumentation", in: Breitwiesenhaus Aktuell 16 (2003), S. 10–22.
- Flucht ins Vergessen. Kriegserinnerungen von Ulrich Schwenkel (1925–1950). Zusammengestellt, redigiert und kommentiert von seiner Schwester Hildegard Gerster-Schwenkel. Unveröffentlichtes Typoskript, 2005.
- "Mama, d'r Milcher schellt!", in: Breitwiesenhaus Aktuell, 25 (2006), S. 6.
- "Erinnerungen", in Breitwiesenhaus Aktuell, 26 (2006), S. 15–20.
- "Zeitzeugen (Fortsetzung)", in: Breitwiesenhaus Aktuell, 27 (2007), S. 14–15.
- "Zeitzeugen (Heiteres aus meinem Schulalltag)", in: Breitwiesenhaus Aktuell, 30 (2007), S. 19.
- "Zeitzeugen (Heiteres aus meinem Schulalltag – Fortsetzung)", in: Breitwiesenhaus Aktuell, 31 (2008), S. 25.
- "Kasper im Zoo", in: Breitwiesenhaus Aktuell, 32 (2008), S. 15.
- "Solches und Anderes aus meinem Schulleben", in: Breitwiesenhaus Aktuell, 32 (2008), S. 14.
- "Zeitzeugen (Familienferien anno dazumal)", in: Breitwiesenhaus Aktuell, 33 (2008), S. 22–23.
- "Zeitzeugen (Als die Amerikaner bei uns einmarschierten)", in: Breitwiesenhaus Aktuell, 36 (2009), S. 22–23.
- Wenn der Milchmann klingelte, kamen die Kinder, in: Thomas Faltin (Hrsg.): Unser Stuttgart. Die Stadt aus Sicht ihrer Bürger. Stuttgart: Belser, 2010, S. 82, ISBN 978-3-7630-2567-1.
- Über Stehlampen, Beinkleider und 'Onderhosa'. Heitere Glückwunschverse für jeden Anlass. Illustriert von Simone Beck. Norderstedt: Books on Demand GmbH, 2011, ISBN 978-3-8423-4759-5.
- "Zeitzeugen (Vom Baurabüeble auf d'r Alb zum amtlichen Naturschützer – Unserem Vater zum Gedenken)", in: Breitwiesenhaus Aktuell, 51 (2013), S. 31.
- "Zeitzeugen (Wer war Hans Schwenkel?)",  in: Breitwiesenhaus Aktuell, 51 (2013), S. 32.
- "Zeitzeugen (Aus dem Tagebuch einer Grundschullehrerin)", in: Breitwiesenhaus Aktuell, 52 (2014), S. 42–43.